# Cerebrális akromatopszia
A cerebrális vagy agyi akromatopszia a színvakságnak egy típusa, melynek okozója az agykéreg sérülése, nem pedig a szem retinájának abnormális sejtjei. Ezt a betegséget gyakran összekeverik a veleszületett (kongenitális) akromatopsziával. A cerebrális akromatopszia abban különbözik a veleszületett akromatopsziától, hogy ezt trauma vagy agyi károsodás váltja ki. A cerebrális és veleszületett akromatopszia tünetei hasonlóak, de nem azonosak, és okai is nagymértékben eltérnek.

## Fizikai károsodás
A cerebrális akromatopszia apró, ám igen fontos módon különbözik a színvakság más formáitól. A betegség agykérgi károsodás eredménye, amelyet kétoldali ischaemiás infarktus bekövetkezése okoz a occipitális lebeny inferior részében. Ez a károsodás majdnem mindig sérülés vagy betegség eredménye. A károsodásnak szövetspecifikusnak kell lennie az akromatopszia bekövetkezéséhez. Mivel a teljes cerebrális akromatopszia az agy mindkét féltekének sérülése hatására következik be, így a teljes cerebrális akromatopszia igen ritkán fordul elő.

## Vizuális hatások
A cerebrális akromatopsziában szenvedő egyének azt állítják, hogy nincs semmilyen színlátással kapcsolatos élményük és rosszul teljesítenek a standard klinikai vizsgálatokon, mint amilyen a Farnsworth-Munsell 100-színárnyalat teszt (a tesztben a színárnyalatokat kell sorba rendezni megnevezés nélkül). A betegekben gyakran nem tudatosul a színlátás elvesztése és pusztán úgy írják le a látott tárgyakat, hogy “szürke”. A legtöbben a világot a “szürke árnyalataival” írják le. Ez a megfigyelés a különbség kulcsa a cerebrális és a veleszületett akromatopszia között, ugyanis azok akik születésüktől fogva akromatopsziában szenvednek, azok még sohasem találkozhattak a szürke színnel.
Emellett a cerebrális akromatopsziában szenvedőknek gyengébb a térlátás képességük. Számos más deficit is egybeesik a cerebrális akromatopsziával, ilyen leggyakrabban a prozopagnózia. Agyi károsodás vizsgálatok azt mutatták ki, hogy pozitív korreláció lelhető fel a károsodás helyét illetően prozopagnóziás és agyi akromatopsziás betegek agya között.
Egy fontos különbség az agyi akromatopsziás és a színvakság más formáiban szenvedő egyének között, hogy az agyi akromatopsziás egyének képesek érzékelni a kromatikus határokat. Például könnyedén észlelnek egy piros kört egy zöld háttéren, még akkor is ha a piros és a zöld színek egyformán világosak. Úgy tűnik, hogy az agyi akromatopsziában szenvedők képesek a kontraszt alapján megkülönböztetni a színeket, viszont képtelenek felhasználni ezeket a kontrasztbeli különbségeket olyan felületek színének megkülönböztetésében, amik nem szomszédosak. A cerebrális akromatopszia megmutatja a módját annak, hogyan érhetünk el különböző célokat pusztán kromatikus információval; például a felszínek színének megállapítását.

## Tesztelés
A betegség tesztelése és diagnosztizálása gyakran hiányosan és tévesen történik meg az orvosi rendelőkben. A leggyakrabban alkalmazott tesztek elvégzése szükséges a cerebrális akromatopszia diagnosztizálásához, ezek Farnsworth-Munsell 100-színárnyalat teszt, a Ishihara-lemez tesztet, és a szín-megnevezési teszt.
Figyelemre méltó, hogy a vizsgált betegek közel 50%-a képes normális eredményeket produkálni a szín-megnevezés teszten. Azonban ezek az eredmények kérdésesek, mivel a források, melyekből ezek az információk származnak, bizonytalanok. Pusztán 29%-a a cerebrális akromatopsziában szenvedő betegeknek teljesíti sikeresen az Ishihara-lemez tesztet, amely a legelfogadottabb és leginkább standardizált teszt a színvakságra.

## A színvak festő esete
A leghíresebb példája a cerebrális akromatopsziának "Jonathan I." esete, melyet Oliver Sacks és Robert Wasserman A színvak festő esete című esettanulmánnyal tett örökérvényűvé. A tanulmány végigköveti Johnathan I. élményeit a betegségével, attól a ponttól, hogy az occipitális lebeny sérülésének köszönhetően a színlátás képessége nélkül maradt, az azt követő küzdelmét, hogy alkalmazkodjon a fekete-fehér-szürke világhoz, és végül az állapotának elfogadását, sőt helyzete iránti háláját is. Különös jelentőséggel bír az elemzés, mivel bemutatja, hogyan tudja az agyi akromatopszia őt befolyásolni a gyakorlatban, mint festő és művész. Azok a leírások, melyek az agyi akromatopszia hatását taglalják az ő lelki egészségére és vizuális észlelésére nagyon meglepőek. Például a szerzők írása alapján Mr. I. így beszélt a húsról és élelmiszerekről:
Mr. I. nehezen tudta elviselni az emberek megváltozott megjelenését (“mint megelevenedett szürke szobrok”), ugyanígy a saját megváltozott külsejét sem a tükörben: ő menekült a társadalmi érintkezéstől, a szexuális érintkezés pedig egyenesen lehetetlen volt számára. Ő az emberek húsát, a felesége húsát, a saját húsát iszonyatos szürkének látta; az eddigi “hússzín”, most “patkány színűnek” jelenik meg előtte. Ez még akkor is fennállt, amikor behunyta a szemeit és a természetfelettien élénk fantázia még mindig megmaradt, de most színek nélkül. Kényszerítette a képeket, hogy valóban “lássa”, de az akromatopsziájának köszönhetően a képzeletében is rosszul érzékelte. Az élelmet undorítónak tartotta a szürke, halott megjelenésében és lehunyt szemmel volt képes enni. De ez nem segített sokban, mivel a paradicsom mentális képe oly fekete volt, mint megjelenése a valóságban.